# Rogério de Sousa
Pour les articles homonymes, voir Sousa.
Rogério Apolónio de Sousa est un footballeur portugais né le 18 avril 1910 et mort en 1976. Il évoluait au poste d'attaquant.

## Biographie
Il passe toute sa carrière au Benfica, il y remporte notamment 3 championnats du Portugal.

## Carrière
- 1932-1940 :  Benfica Lisbonne[1]

## Palmarès
Avec le Benfica Lisbonne :
- Champion du Portugal en 1936, 1937 et 1938
- Vainqueur du Championnat de Lisbonne en 1933
- Vainqueur du Campeonato de Portugal (équivalent de la coupe du Portugal actuellement) en 1935